# Nicolae Butacu
Nicolae Butacu (Bucarest, Rumania, 15 de julio de 1974) es un nadador retirado especializado en pruebas de estilo espalda y estilo libre. Fue subcampeón europeo en 200 metros espalda durante el Campeonato Europeo de Natación de 1995.
Representó a Rumania en los Juegos Olímpicos de Atlanta 1996.

## Palmarés internacional
| Campeonato Mundial de Natación en Piscina Corta | Campeonato Mundial de Natación en Piscina Corta | Campeonato Mundial de Natación en Piscina Corta | Campeonato Mundial de Natación en Piscina Corta |
| Año                                             | Lugar                                           | Medalla                                         | Prueba                                          |
| ----------------------------------------------- | ----------------------------------------------- | ----------------------------------------------- | ----------------------------------------------- |
| 1995                                            | Río de Janeiro ( Brasil)                        | Medalla de bronce                               | 4 × 100 m libre                                 |
| Campeonato Europeo de Natación                  |                                                 |                                                 |                                                 |
| Año                                             | Lugar                                           | Medalla                                         | Prueba                                          |
| 1995                                            | Viena ( Austria)                                | Medalla de plata                                | 200 m espalda                                   |